# Leda atòmica
Leda atòmica és un quadre del 1949 pintat per Salvador Dalí. Empra la tècnica de l'oli sobre llenç, és d'estil surrealista i les seves mesures són 61 × 45 cm. Es conserva a la Fundació Gala-Salvador Dalí, a Figueres.

## Descripció
Gala, l'esposa de Dalí és representada com Leda, que, segons la llegenda, va ser seduïda pel déu grec Zeus transformat en cigne i va pondre un ou del qual van néixer els dioscurs, Càstor i Pòl·lux, i les germanes Helena i Clitemnestra.
Dalí vol personificar-se en el cigne, però alhora, relaciona Càstor i Pòl·lux com dues ànimes bessones analògicament iguals a Gala i a ell mateix.
Leda està asseguda sobre un alt pedestal, amb els peus sobre petits pedestals flotants, mentre acaricia el cigne volador. En el quadre tot flota, fins i tot el mar flota sobre la sorra i no té contacte amb res, seguint la teoria física intraatòmica.
Entre els objectes que suren hi ha un escaire de fusta, un llibre vermell que pot ser una bíblia, tres gotes concentrades d'aigua i una closca d'ou, símbol de la vida, molt important per a Dalí.
Cal esmentar el realisme amb què és pintada Gala, de forma gairebé fotogràfica. Igual que el cigne, els quadres de Dalí mostraven des d'aquesta etapa un realisme increïble i molt elaborat.

## Realització
La versió definitiva va ser precedida de diversos estudis amb tinta xinesa i d'una pintura a l'oli del mateix tema que no va arribar a acabar. Amb l'ajuda d'un matemàtic romanès a qui havia conegut a Califòrnia, el príncep Matila Ghyka, Dalí va realitzar complicats càlculs teòrics durant tres mesos que van culminar en la peculiar composició del quadre. La pintura sintetitza segles de tradició matemàtica i simbòlica, especialment pitagòrica. Es tracta d'una filigrana basada en la proporció àuria, però elaborada de manera que l'espectador a simple vista no l'aprecia. En l'esbós de 1947 s'adverteix la precisió de l'anàlisi geomètric realitzat per Dalí basat en el pentagrama místic pitagòric, el qual és un estel de cinc puntes dibuixat amb cinc traços rectes.

## Curiositat
El cigne de Leda també va ser el motiu d'una joia que Dalí va dissenyar per a Gala el 1959 i que va ser feta pel novaiorquès Carlos Alemany.